# Iglesiente
L'Iglesiente è una sub-regione storico-geografica della Sardegna sud-occidentale. Prende il nome dalla città di Iglesias, principale centro abitato del territorio.

## Estensione geografica

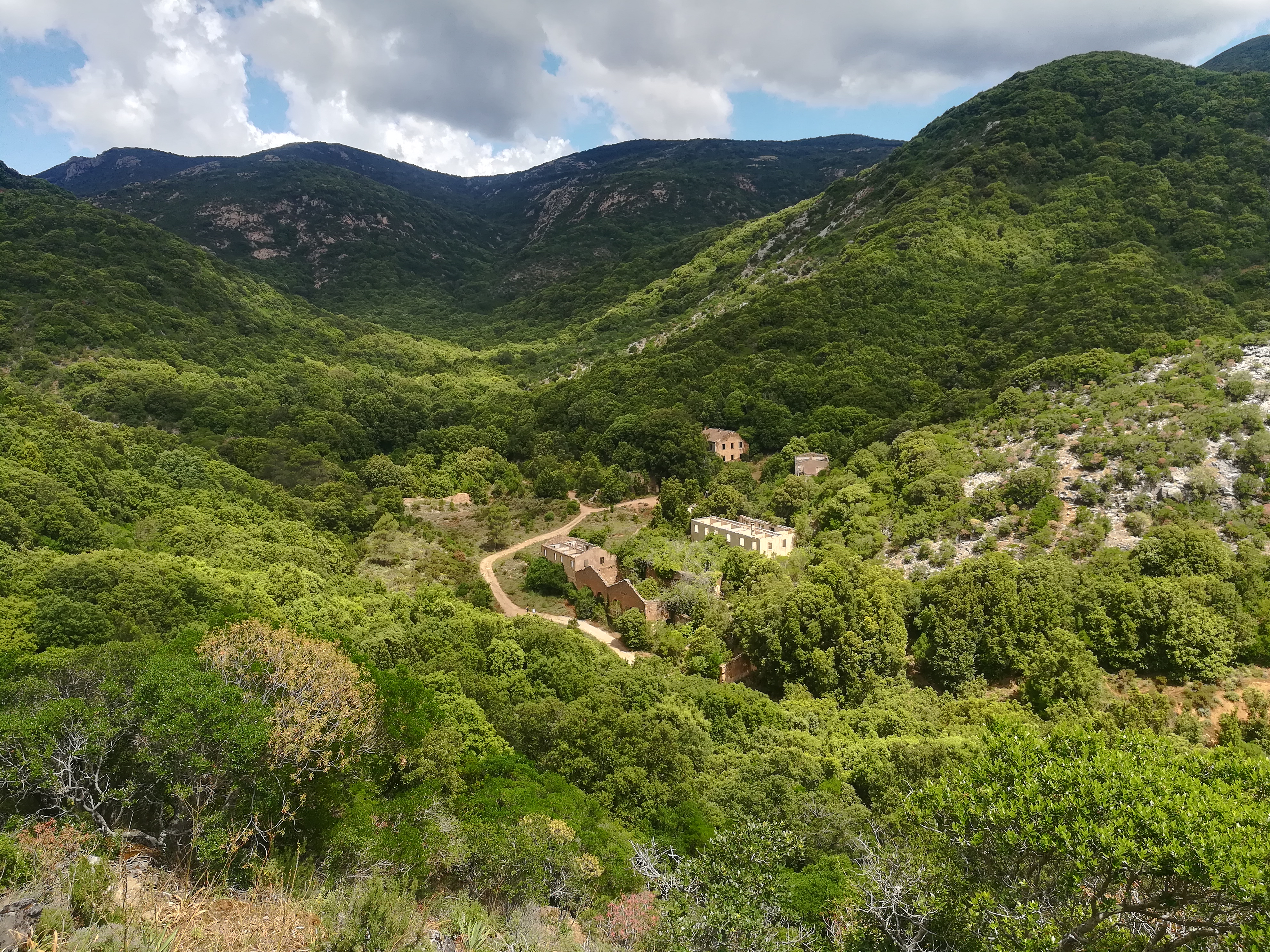
La miniera di Sa Duchessa nella foresta di Marganai

Sulla sua estensione vi sono varie teorie: la prima considera parte di questa regione i territori compresi partendo da nord dal comune di Buggerru e seguendo una linea verticale giunge sino al comune di Teulada. A est procedendo da Iglesias giunge sino al comune di Pula. A ovest partendo dal litorale del comune di Buggerru lungo la costa giunge sino alla riviera del comune di Teulada, con esclusione dell'isola di Sant'Antioco e del comune di San Giovanni Suergiu.
Un'altra teoria, che rappresenta l'Iglesiente comunemente considerato in età odierna, fa coincidere il territorio con la regione metallurgica a nord della valle del Cixerri, comprendente la parte occidentale della provincia del Sud Sardegna.
Secondo quest'ultima delimitazione fanno parte dell'Iglesiente i comuni di: Iglesias, Gonnesa, Domusnovas, Musei, Buggerru, Fluminimaggiore e Arbus. Il comune di Villamassargia, facente parte nel medioevo dell'antica curatoria del Cixerri, è di norma considerato parte della regione.

## Storia

### Preistoria

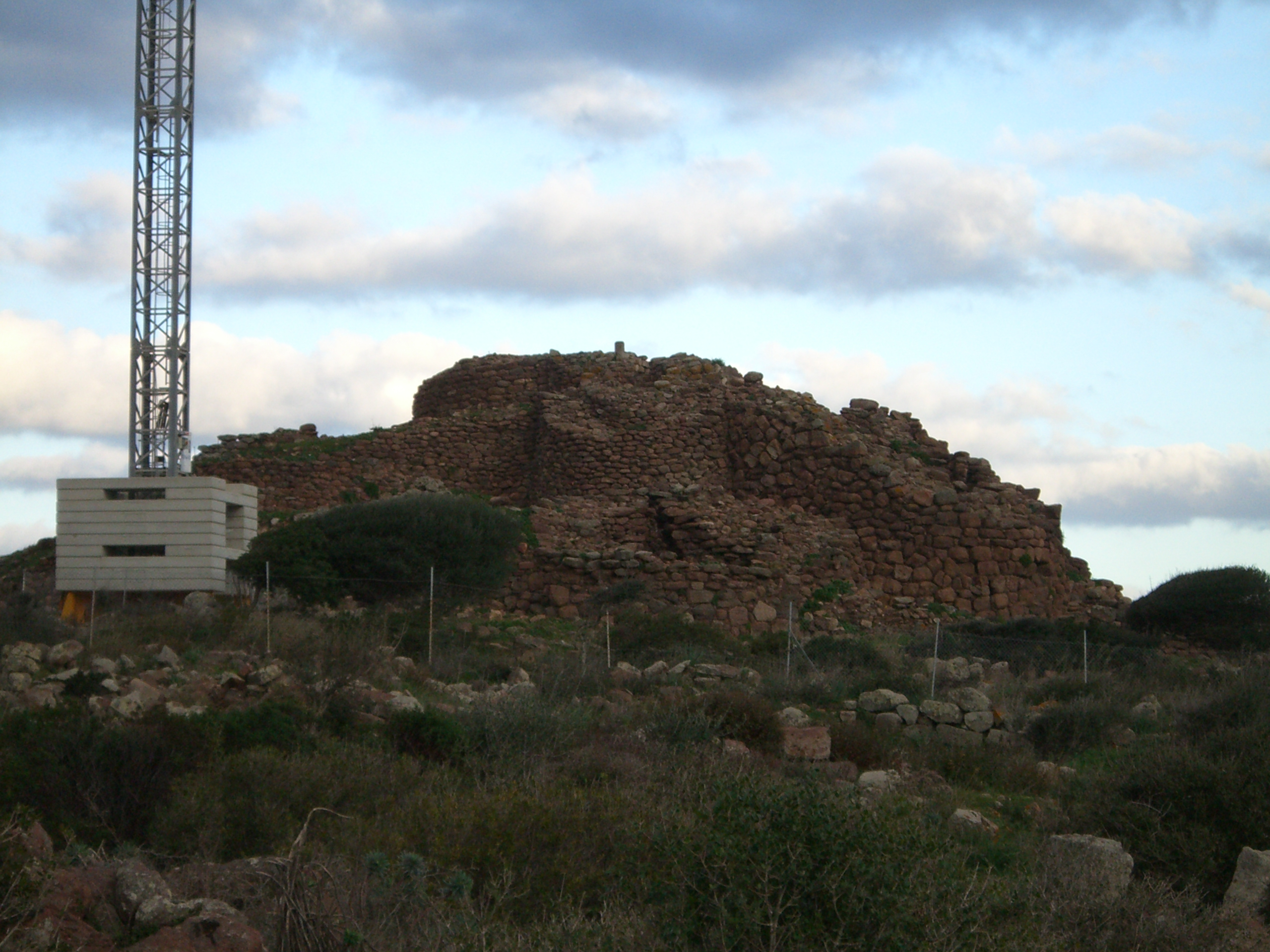
Complesso nuragico di Seruci

Il territorio oggi denominato "Iglesiente" era già abitato nel periodo prenuragico e nuragico. Amsicora, il più antico scheletro umano completo della Sardegna risalente ad un periodo compreso tra Mesolitico e Neolitico è stato rinvenuto ad Arbus, in località  Su Pistoccu, nella Costa Verde. Nel corso del Neolitico, alla fase detta cardiale seguirono nel V e IV millennio a.C. la cultura di Bonu Ighinu e la cultura di Ozieri; a quest'ultimo aspetto culturale sono ascrivibili le domus de janas di San Benedetto, unici sepolcri inviolati appartenenti esclusivamente alla cultura di Ozieri scoperti in Sardegna.
Nell'Età del rame la zona fu frequentata dalle genti di cultura Monte Claro e del Vaso campaniforme le cui tracce sono state rinvenute in varie grotte situate nei monti presso Iglesias, Buggerru e Villamassargia. La cultura di Bonnanaro, che segna i primissimi secoli del II millennio a.C., risulta abbastanza diffusa in questo territorio.
La civiltà nuragica è rappresentata, come nel resto della Sardegna, da nuraghi, villaggi, pozzi sacri e tombe dei giganti. Di particolare interesse è il complesso di Seruci.

### Storia antica

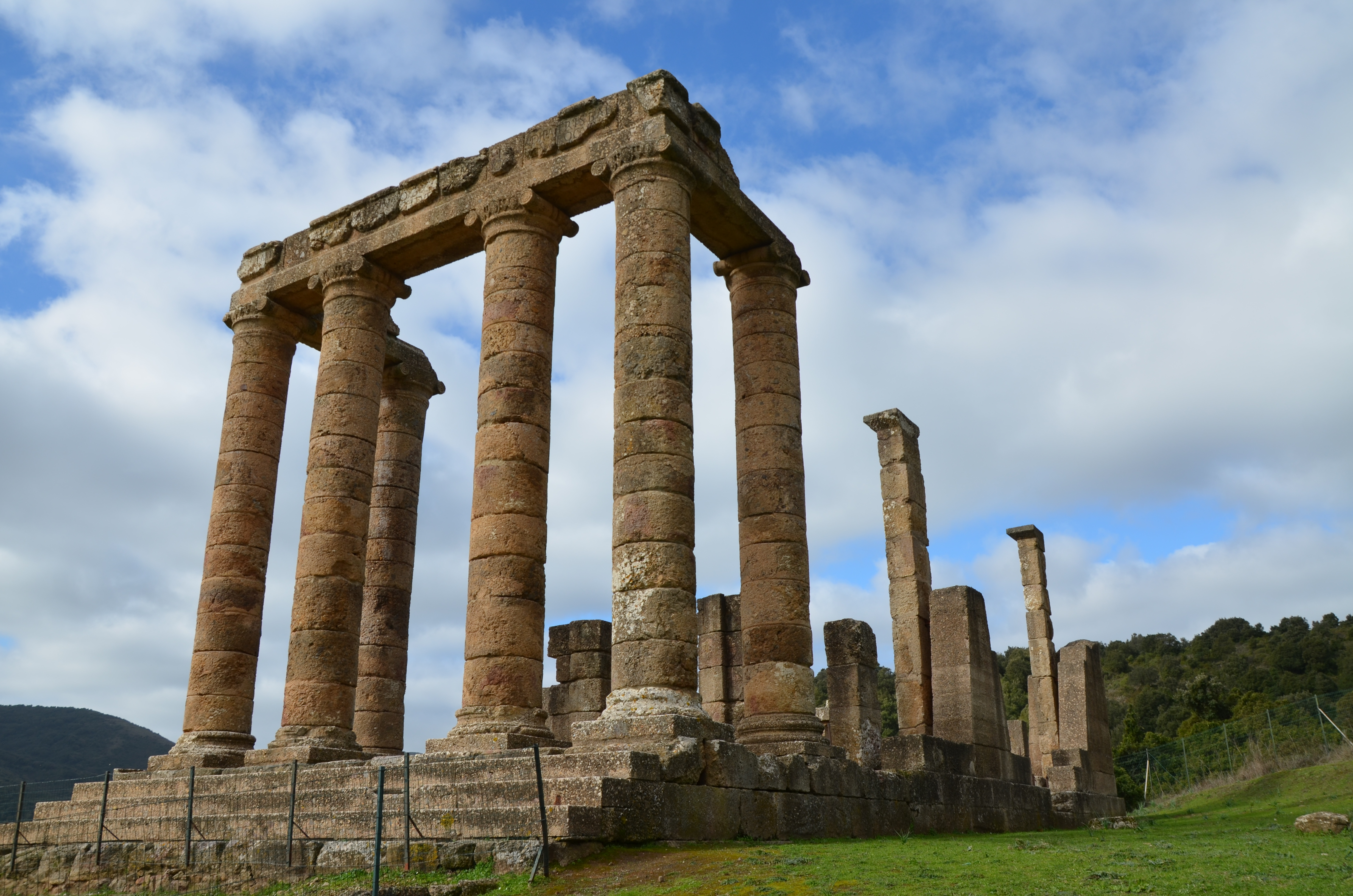
Tempio di Antas

Lo sfruttamento delle miniere ebbe inizio già in epoca antica come testimoniato dalle fonti romane che ubicano in questa zona una città chiamata "Metalla". A questo periodo risale l'edificazione del Tempio di Antas, presso Fluminimaggiore, dedicato al culto del Sardus Pater.
Man mano che ci si addentra nell’Iglesiente, le tracce della presenza romana diventano più rare rispetto al vicino Sulcis. Questo fenomeno può essere attribuito sia alle difficoltà naturali del territorio montuoso, sia al fatto che le ricerche archeologiche in quest’area sono ancora incomplete. L’occupazione delle campagne sembra essersi sviluppata seguendo un’organizzazione già esistente, fondata su piccoli insediamenti riconducibili a numerosi nuraghi e a cosiddette ville-fattorie, spesso di origine punica. La scelta dei luoghi in cui questi insediamenti sorgono appare tutt’altro che casuale, essendo determinata dalla vicinanza a corsi d’acqua e alle principali vie di comunicazione.

### Storia medioevale
Il territorio passò poi ai Vandali e in seguito ai Bizantini, ma in epoca altomedievale era scarsamente antropizzato.
Intorno al XI-XII secolo, le campagne della valle del Cixerri, come altre aree rurali della Sardegna, videro un processo di ricolonizzazione, dietro la spinta degli ordini monastici, tra cui i vittorini, richiamati sull'isola dai giudici di Cagliari. Risale a queste periodo la fondazione di diverse "villenove", inclusa probabilmente Domusnovas.
In periodo medioevale, l'attuale territorio dell'Iglesiente era suddiviso tra due curatorie giudicali: la parte nord, sotto la giurisdizione del Giudicato di Arborea, era compresa nella curatoria di  Bonorzuli mentre la parte meridionale, appartenente al Giudicato di Cagliari, era compresa nella curatoria del Cixerri, con capoluogo Villamassargia. 

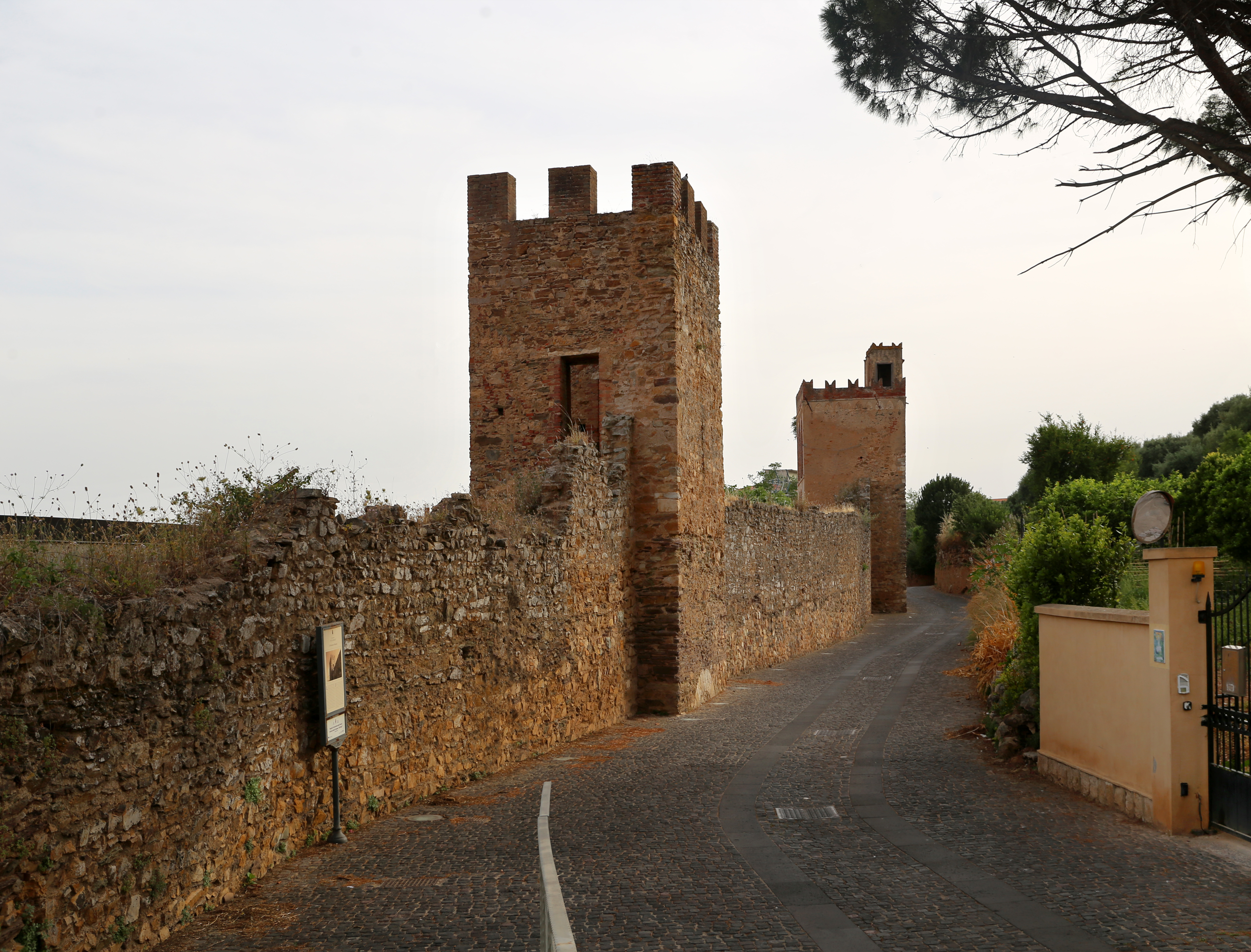
Mura di Iglesias

Il giudicato cagliaritano cadde nel 1258 e la curatoria del Cixerri fu assegnata, per meriti militari, a Ugolino della Gherardesca, conte di Donoratico. Il periodo della dominazione dei Donoratico è forse il più importante nella storia dell'Iglesiente, risale infatti a questa fase storica la fondazione o ampliamento della città di Villa Ecclesiae, ovvero "Villa di Chiesa" (attuale Iglesias), che ben presto, grazie allo sfruttamento in larga scala delle vicine risorse minerarie, divenne una delle più importanti città dell'isola, accogliendo lavoratori anche da oltre Tirreno. Passata alla Repubblica di Pisa al principio del XIV secolo (1302), venne successivamente assediata e conquistata dagli Aragonesi nel 1324; la città venne rinominata "Iglesias" e assunse il titolo di città regia. All'epoca nella curatoria del Cixerri erano presenti i seguenti insediamenti:
Fluminimaggiore, Concas, Antas, Sebatzus Jossu, Sigulis, Villamassargia, Gessa, Astia, Canadonica, Borro, Intili, Santu Arenti, Bangiargia, Margani, Villa di Chiesa, Barettas, Baratuli, Santu Xenti, Domusnovas, Casas, Musei, Corongiu, Barega, Padru, Piolanas, Sebatzus Susu, Onnixeddu, Silico, Gonnesa, Saruis, Cixerri, Acquafredda, Fracci, Staorro, Sebeli Russo, Masie, Giossu, Frongia.
Come nel vicino Sulcis, anche nella valle del Cixerri si assistette, a partire dalla metà del '300, ad un grave declino demografico che portò alla scomparsa, nel giro di un secolo, di quasi tutti i centri abitati che da più di 30 si ridussero a 3 ossia Iglesias, Domusnovas e Villamassargia. Le attività legate alle miniere, un tempo fiorenti, si spensero e l'economia del territorio si riconvertì a vocazione principalmente agro-pastorale.

### Storia moderna contemporanea

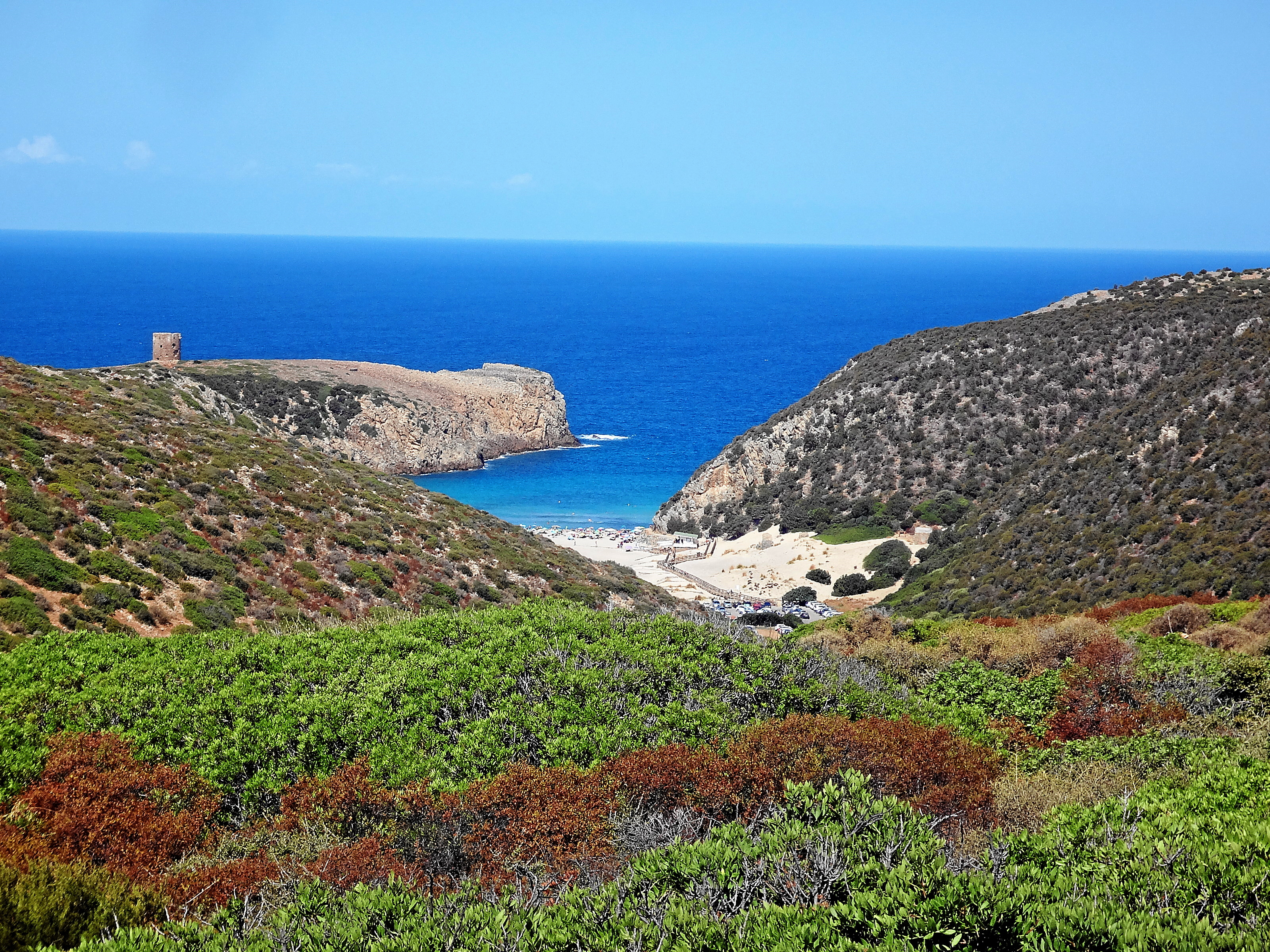
Torre costiera presso Cala Domestica

Nel 1720 l'Iglesiente passò, assieme all'intera isola, sotto il dominio dei Savoia, che assunsero il titolo di Re di Sardegna. In questo secolo vennero rifondati i centri di Fluminimaggiore e Gonnesa (nel XVII secolo era stato invece rifondato, su iniziativa dei gesuiti, il paese di Musei). Allo stesso tempo «la popolazione di Iglesias cominciò a riversarsi nei territori del Sulcis» stabilendosi in insediamenti rurali sparsi detti  “furriadroxius”.

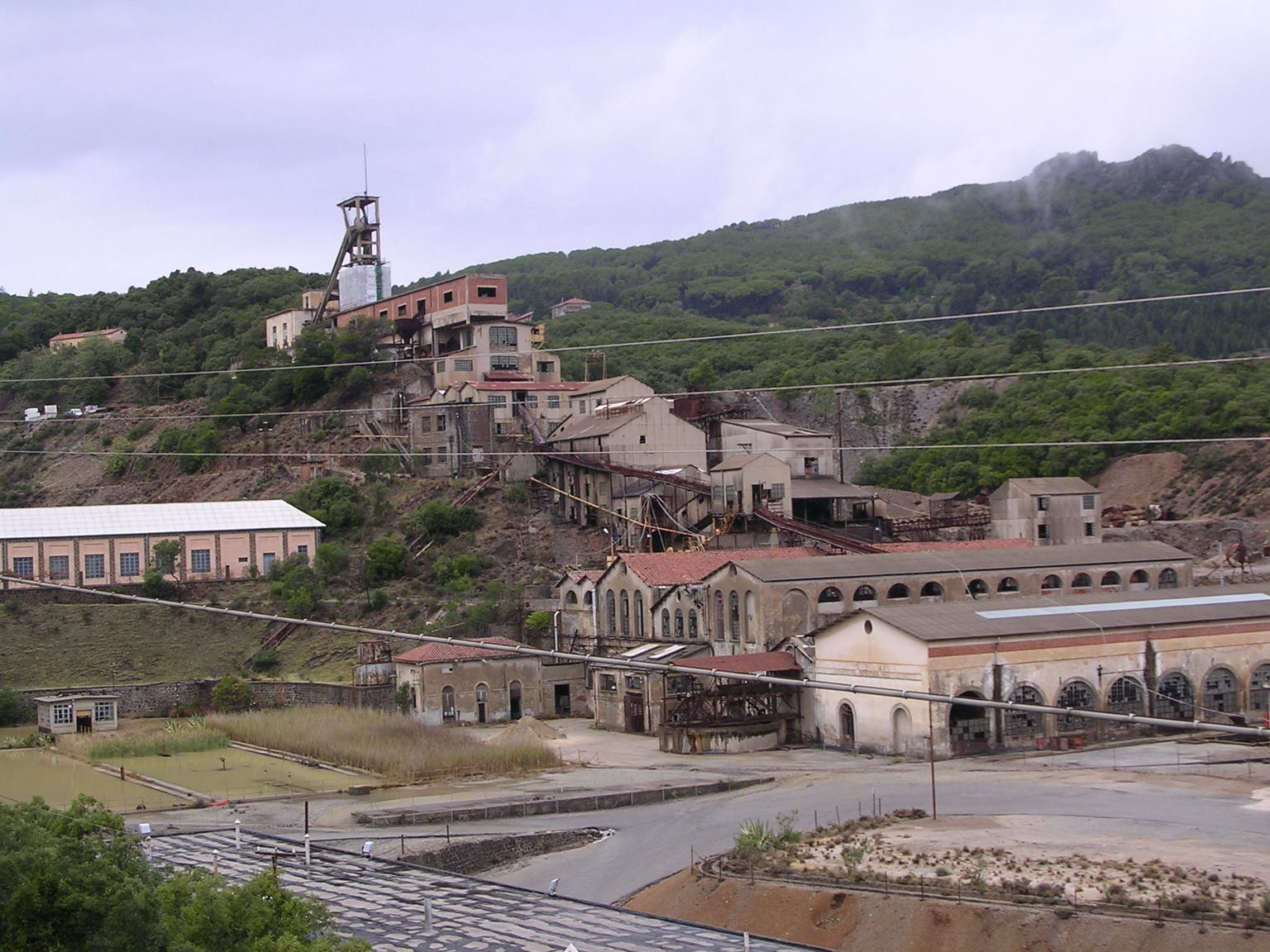
Montevecchio

Nel 1821 l'Iglesiente fu incluso nella provincia di Iglesias mentre nel 1839 furono aboliti i feudi. A partire dalla metà del XIX secolo riprese a gran ritmo l'attività mineraria che portò all'apertura delle miniere di Monteponi, Ingurtosu, Montevecchio e dei borghi minerari di Buggerru, Nebida, San Benedetto e Gennas Serapis. La popolazione dell'Iglesiente in quegli anni aumentò considerevolmente, per via del gran numero di lavoratori adibiti alle miniere che fluirono nel territorio.
Gli ultimi decenni sono caratterizzati dall'avvento di una forte crisi causata dalla chiusura delle miniere, fonte economica storica del territorio. Per sopperire a ciò sono state incentivate altre attività, come il turismo legato all'archeologia industriale.

## Cultura

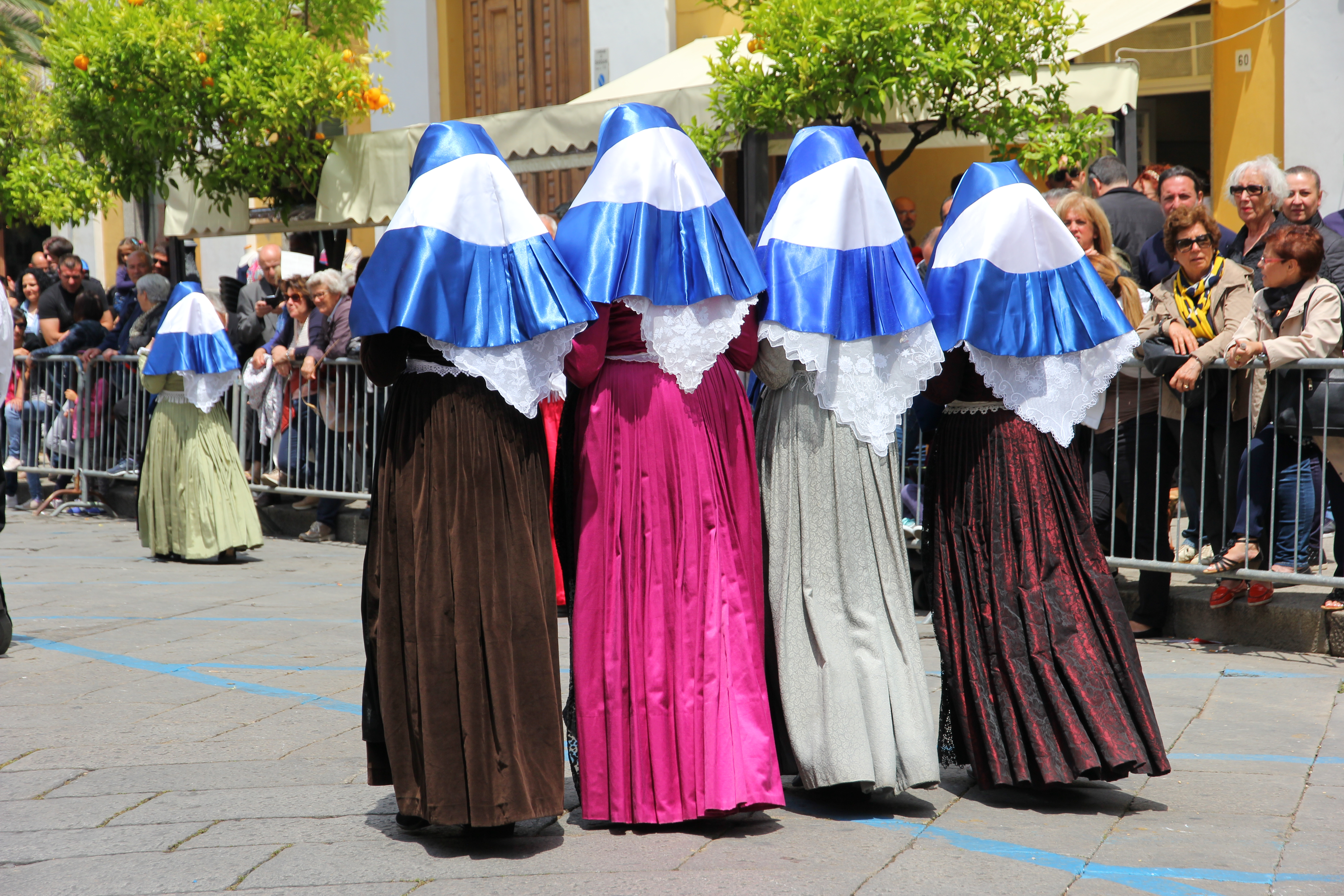
Donne di Iglesias in abito tradizionale

L'Iglesiente, e in particolare la valle del Cixerri, è una regione omogenea per usi e costumi (quello della città di Iglesias è comune a tutti i paesi dell'Iglesiente) tradizioni popolari, diocesi, cultura e lingua, perché da sempre legati alla città di Iglesias dalla quale il territorio proprio per tale relazione secolare ha preso il nome.

## Comuni e suddivisione territoriale
Il territorio dell'Iglesiente, in sardo Igresienti, comprende il territorio intorno alla città di Iglesias e più a nord il Fluminese e l'Arburese. È formato da 8 comuni (dei quali uno, Iglesias, ha il titolo di Città). Sono ordinati secondo la loro dimensione demografica nel seguente modo:
| Pos. | Stemma | Comune di                                                   | Popolazione (ab) | Superficie (km²) | Densità (ab/km²) | Altitudine (m s.l.m.) | Reddito pro capite2020€ |
| ---- | ------ | ----------------------------------------------------------- | ---------------- | ---------------- | ---------------- | --------------------- | ----------------------- |
|      |        |                                                             |                  |                  |                  |                       |                         |
| 1º   |        | Iglesias (in sardo Igrèsias)                                | 27.599           | 207,63           | 133,60           | 200                   | 17.848                  |
| 2º   |        | Arbus (in sardo Àrbus)                                      | 6.779            | 267,16           | 25,37            | 314                   | 14.315                  |
| 3º   |        | Domusnovas (in sardo Domunoas)                              | 6.406            | 80,47            | 80,60            | 152                   | 15.689                  |
| 4º   |        | Gonnesa (in sardo Gonnesa o Conesa)                         | 5.150            | 47,45            | 108,51           | 40                    | 15.445                  |
| 5º   |        | Villamassargia (in sardo Bidda Matzràxa o Bidd'e Matzràxia) | 3.693            | 91,47            | 40,50            | 121                   | 15.400                  |
| 6º   |        | Fluminimaggiore (in sardo Frùmini Mayori)                   | 3.006            | 108,21           | 28,00            | 63                    | 13.882                  |
| 7º   |        | Musei (in sardo Musei)                                      | 1.502            | 20,26            | 74,20            | 117                   | 14.693                  |
| 8º   |        | Buggerru (in sardo Bugerru o Bujèrru)                       | 1.120            | 48,23            | 24,11            | 30                    | 13.737                  |

## Monumenti e luoghi d'interesse

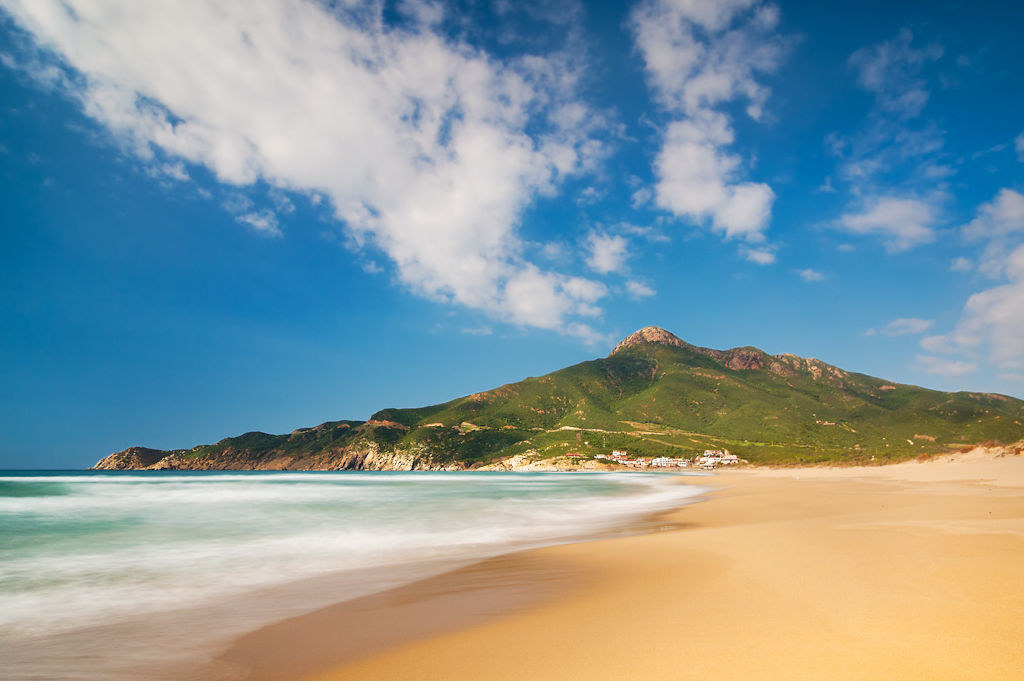
Portixeddu

Nel territorio sono presenti numerosi monumenti e luoghi di interesse storico e naturalistico. Tra questi si possono citare:

### Architetture religiose
- Cattedrale di Santa Chiara, chiesa di San Francesco (Iglesias), Chiesa di Nostra Signora di Valverde, Chiesa di Nostra Signora del Pilar (Villamassargia), Chiesa della Madonna della Neve (Villamassargia), Chiesa della Beata Vergine Assunta (Domusnovas), Chiesa di San Sebastiano (Arbus)

### Architetture militari
- Castello di Salvaterra, Mura pisane, Castello di Gioiosa Guardia, castello di Arcuentu, Torri costiere

### Siti archeologici
- Tempio di Antas, Reggia nuragica di Seruci, nuraghe Sa Domu 'e s'Orcu

#### Archeologia industriale
- Monteponi, Montevecchio, Ingurtosu, Miniera di San Giovanni, Normann, Porto Flavia, ecc.

### Luoghi di interesse naturalistico
- Costa Verde
- Spiaggia di Mezzo
- Parco del Monte Linas - Oridda - Marganai
- Grotta di San Giovanni, grotta di Santa Barbara, grotta di Su Mannau

## Galleria d'immagini

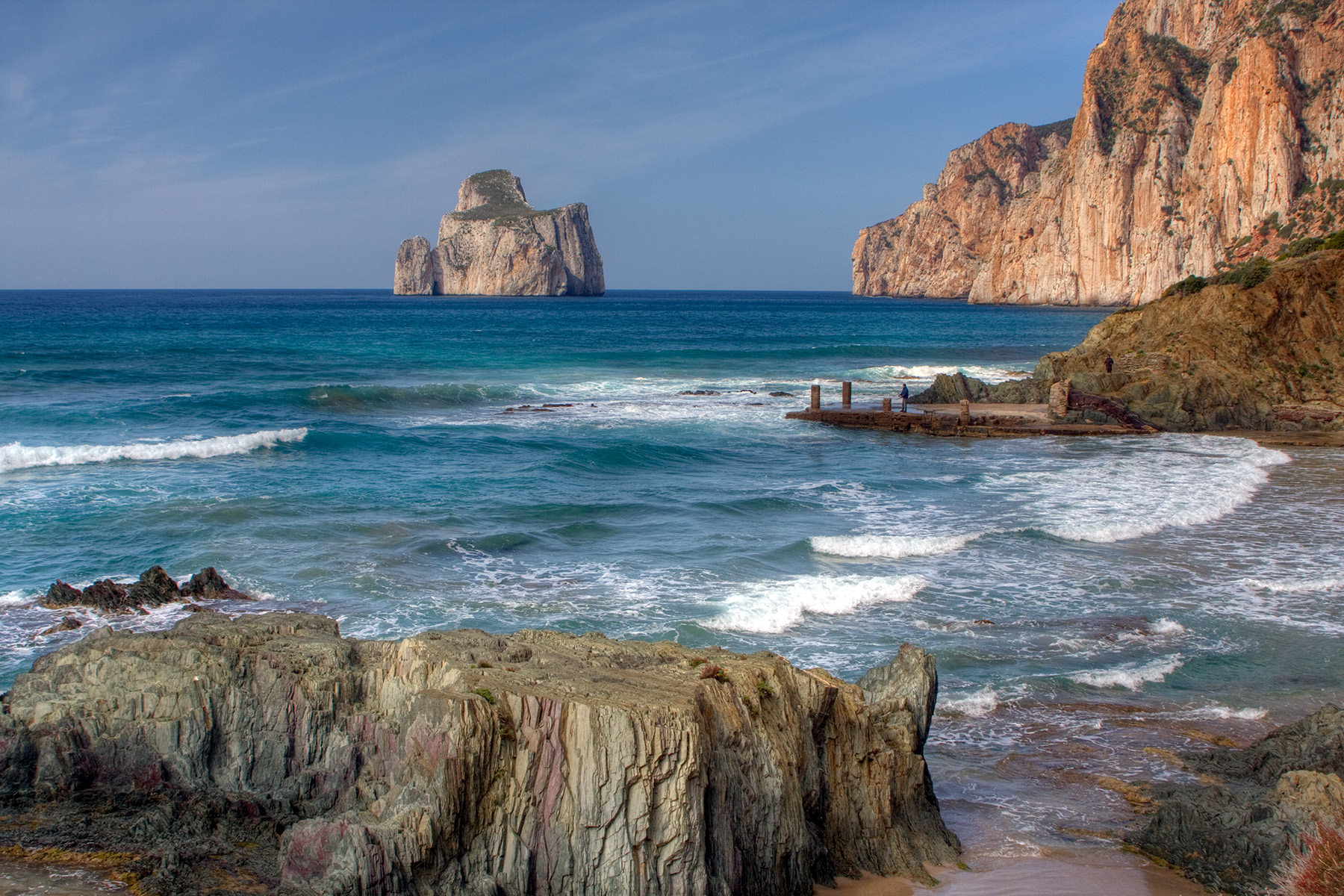
Pan di Zucchero
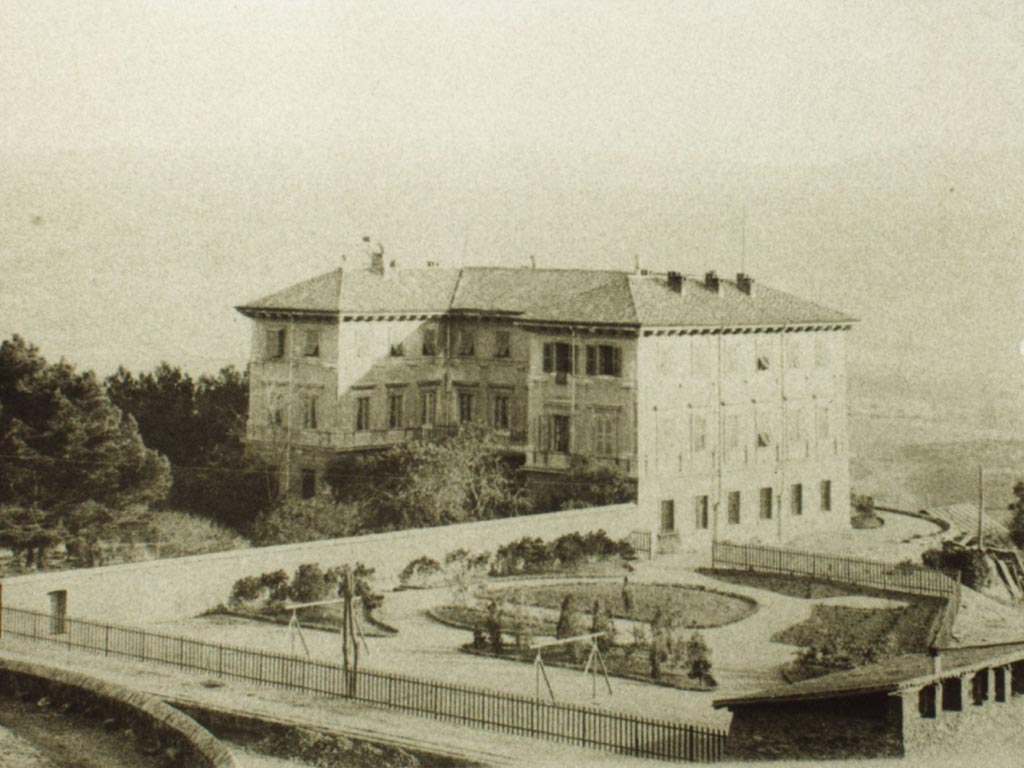
Monteponi, palazzo Bellavista
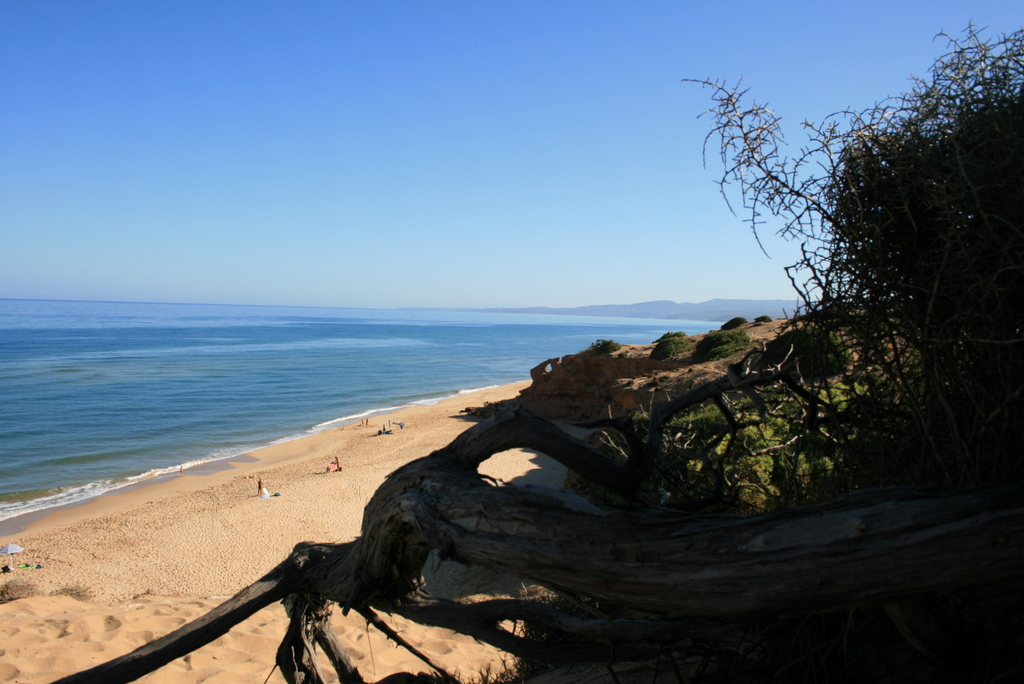
Spiaggia di Scivu
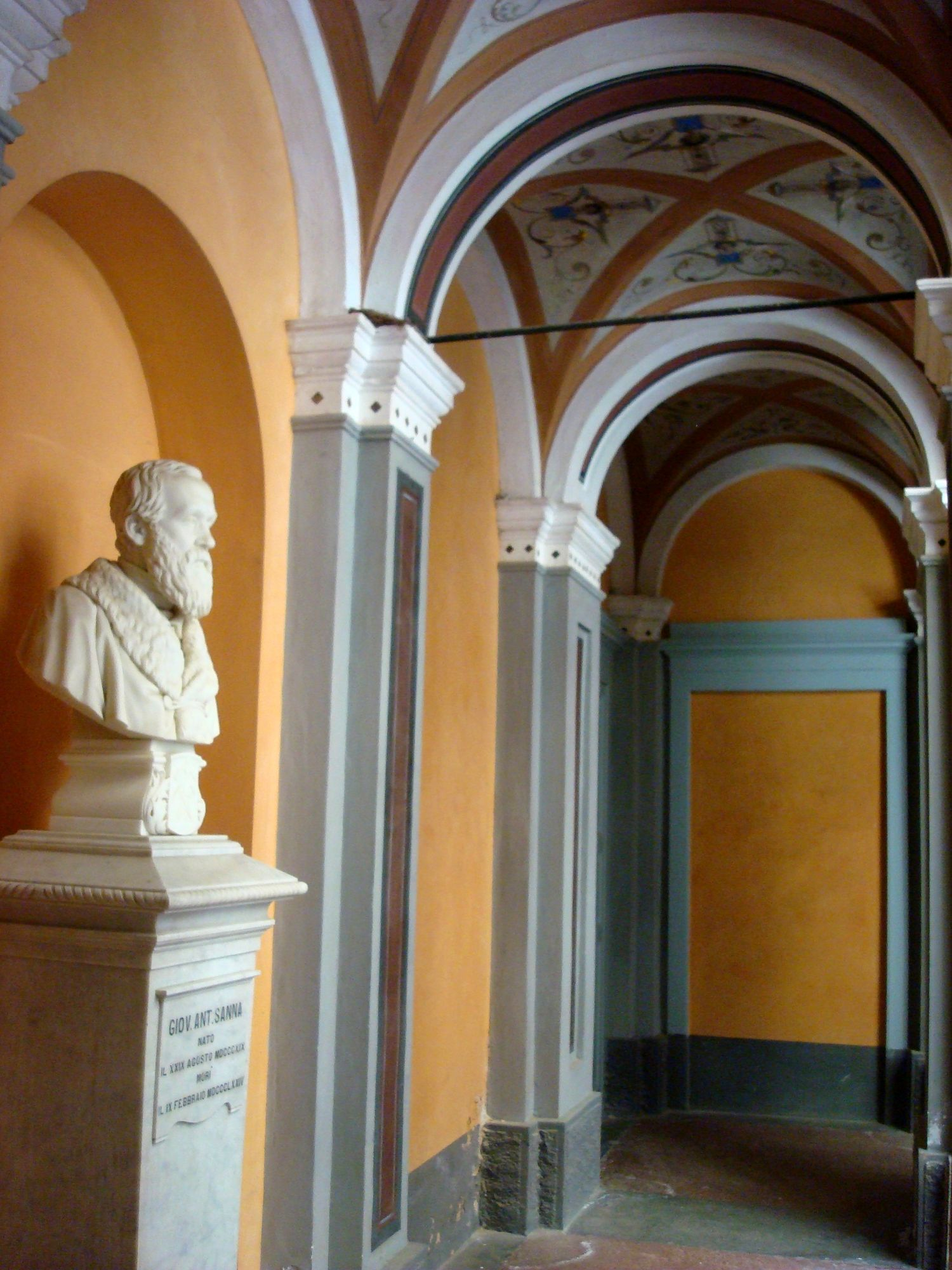
Busto di Giovanni Antonio Sanna nel porticato del patio del palazzo della Direzione della Miniera di Montevecchio, edificato tra il 1870 e il 1877.